# Matias Cardoso
Matias Cardoso este un oraș în Minas Gerais (MG), Brazilia.